# タイムトラベルメロン
『タイムトラベルメロン』は、日本のバンド・オレンジスパイニクラブのメジャー3作目の配信シングルである。

## 概要
- 前作「君のいる方へ」から約4ヶ月ぶりのシングル。
- 表題曲は伊原剛志主演のテレビドラマ『真相は耳の中』の主題歌に起用された[1]。ドラマ主題歌を担当するのは「7997」以来2作ぶりとなる。

## 収録曲
1. タイムトラベルメロン [2:32]
作詞・作曲：スズキナオト
  - テレビ東京系 ドラマ25『真相は耳の中』主題歌[1]。
  - この楽曲についてメンバーは「メロンを食べると過去にタイムリープが出来るという裏設定がある」と話している[1]。

## タイアップ
| 曲順 | 曲名                 | タイアップ                                   |
| ---- | -------------------- | -------------------------------------------- |
| #1   | タイムトラベルメロン | テレビ東京系列ドラマ25『真相は耳の中』主題歌 |